# Французский язык
Францу́зский язы́к (самоназвание — le français, la langue française) — язык французов и официальный язык Франции; один из официальных языков франкоязычного населения Бельгии, Швейцарии (главным образом, в Романдии) и Канады (главным образом, в Квебеке). Французским языком пользуется население многих государств, которые когда-то были колониями Франции в Африке, Карибском бассейне (Гаити и другие), Французской Гвиане, в том числе и в качестве официального языка.
Относится к индоевропейской семье языков (италийская ветвь, романская группа, галло-романская подгруппа). По своему строю — флективный язык с развитой системой времён глагола. Развился из народной латыни и ушёл от неё дальше, чем любой другой романский язык. Письменность — на основе латинского алфавита со множеством диакритических знаков.
Один из официальных языков ООН и ЮНЕСКО, а также официальный язык большого числа международных организаций и один из самых изучаемых как иностранный. Пятый по количеству носителей язык мира после английского, китайского, хинди и испанского. Французский язык является единственным, наряду с английским, присутствующим на всех 5 континентах мира. Согласно данным международной организации франкоязычных стран (МОФ) «Франкофония» на 2025 год, число людей (в 130 странах и территориях), способных изъясняться на французском языке, — более 348 миллиона человек.

## История
См.: Старофранцузский язык, Среднефранцузский язык.
Процесс, определивший развитие народной разговорной латыни в особый французский язык, занял эпоху от VI до VIII веков.
Самые ранние сохранившиеся тексты на старофранцузском языке — это Страсбургские клятвы (842 г.) и Секвенция о святой Евлалии (конец IX века). Среднефранцузский язык был подвергнут сильному влиянию классической латыни.
В связи с завоеванием Англии норманнами в 1066 году французский язык (в таких формах, как англо-нормандский язык, французский законный язык) укоренился в Англии на три века как язык знати. Французский язык также был общим языком различных крестоносцев и стал языком государств крестоносцев на Ближнем Востоке.
В XII—XIII веках французский язык распространялся в придворных кругах Германии, Фландрии и Нидерландов. В конце XIII века некоторые итальянские писатели писали по-французски, в частности по-французски Марко Поло написал знаменитое сочинение о своём путешествии.
Ордонанс Вилле-Котре в 1539 году закрепил статус французского языка как единого государственного во Франции и обязал органы местной администрации опираться на его парижскую норму вместо латыни при составлении всех административных документов. Важная веха в истории языка — создание в 1635 году кардиналом Ришельё Французской академии. Чуть позже (с середины XVII века) французский язык начали использовать как международный, но тем не менее основной пик его популярности пришёлся на XVIII век, когда французский заменил латынь в дипломатии, науке, международном культурном обмене, литературе. Он употреблялся в аристократических и учёных кругах Великобритании, Германии, Австрии, Нидерландов, Италии, скандинавских стран, России, Польши, Венгрии. По-французски писали свои сочинения такие нефранцузы как Лейбниц, Галиани, Фридрих II, Екатерина II, Казанова. Французский оставался единственным языком, официально признанным международным, вплоть до Первой мировой войны.

## Французский язык в мире

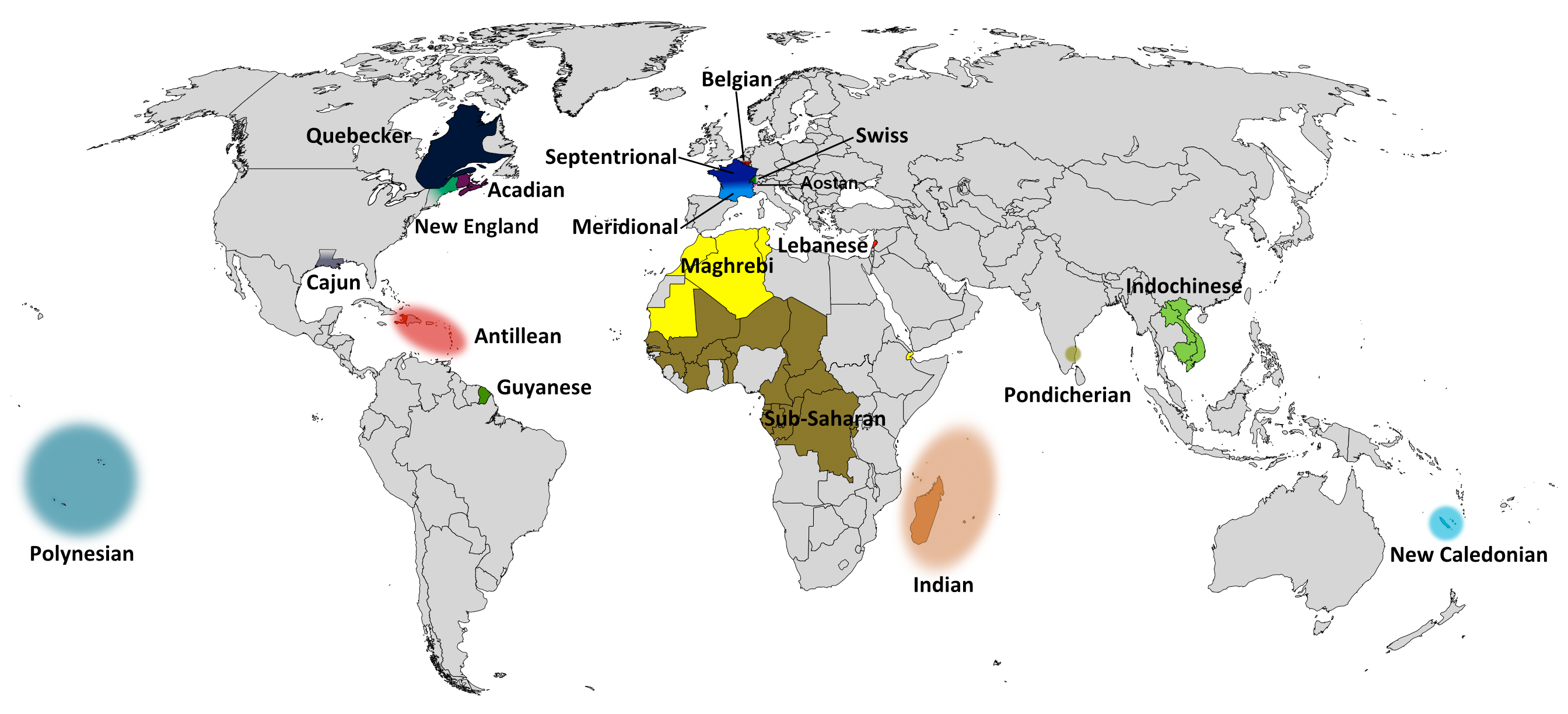
Региональные и национальные варианты французского языка

См.: Франкофоны, Франкоязычные страны, Колонии Франции, Категория: Французский язык в мире.

### Африка

Французский язык в Африке

См.: Африканский французский язык, Французский язык в Магрибе.
По состоянию на 2025 год в Африке на французском языке говорит примерно 180 миллионов человек, или 51,75 % франкоязычного населения мира.
| - Алжир - Бенин - Буркина-Фасо - Бурунди - Габон - Гвинея - Экваториальная Гвинея - Джибути - Камерун - Демократическая Республика Конго - Республика Конго - Коморы - Кот-д’Ивуар | - Маврикий - Мадагаскар - Майотта - Мали - Марокко - Нигер - Реюньон - Руанда - Сенегал - Сейшельские острова - Того - Тунис - Центральноафриканская Республика - Чад |

### Европа

Знание французского языка в Европейском союзе

См.: Бельгийский французский, Французский язык в Швейцарии.
По состоянию на 2025 год в Европе на французском языке говорит примерно 142 миллионов человек, или 40,77 % франкоязычного населения мира.
| - Андорра - Валле-д’Аоста (Италия) - Бельгия | - Люксембург - Монако - Швейцария |

Франция
См.: Закон Тубона, Языковая политика во Франции.
Согласно французской конституции, язык приобрёл статус официального в 1992 году. Все официальные документы и договоры должны составляться на французском языке. Если реклама содержит иностранные слова, то должен быть предоставлен их перевод.
На территории Франции существуют следующие группы диалектов:
- северные: нормандский, пикардский, валлонский;
- восточные: лотарингский, шампанский;
- юго-восточные: бургундский, франш-контийский;
- юго-западные: пуатевинско-сентонжские (пуатевинский, сентонжский), ангулемский (ангумуа);
- западные: анжуйский, мэнский, галло;
- центральные: франсийский (диалект Иль-де-Франса), туренский, орлеанский, беррийский, бурбонне.

В современной Франции диалекты употребляются ограниченно; они характеризуются разной степенью сохранности: в большинстве регионов можно говорить о сохранении некоторых диалектных структур в той или иной части диалектного ареала, или о наличии местных особенностей в региональных вариантах французского языка; центральные говоры (франсийский, орлеанский и другие) почти полностью вытеснены литературным языком; сравнительно стабильно употребляются только диалекты северной группы (валлонский и пикардский диалекты используют собственную орфографию, на этих диалектах создаются литературные произведения, материалы на них публикуются в периодической печати).

### Северная Америка

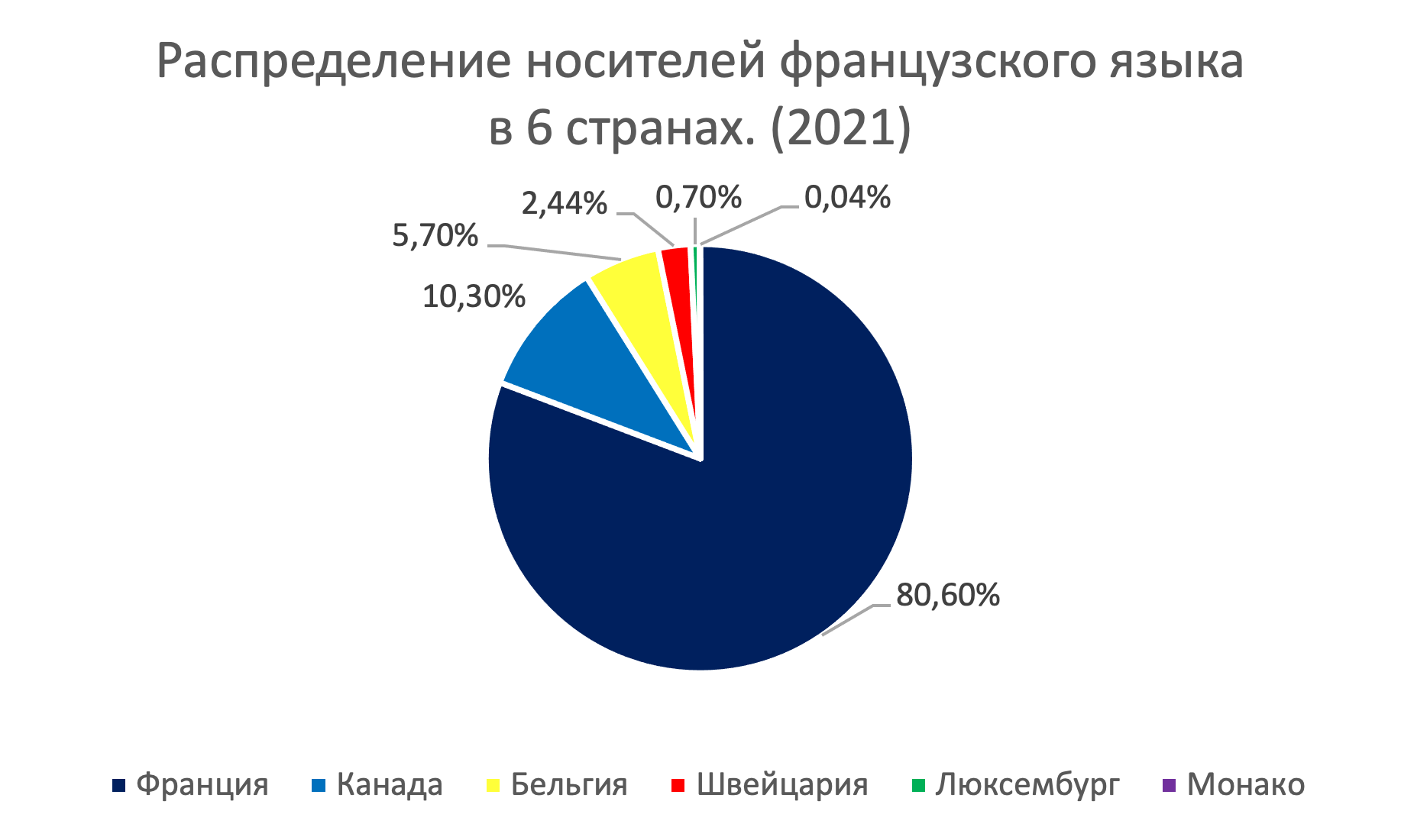
Распределение носителей французского языка в 6 странах в 2021 году

По состоянию на 2025 год в Северной Америке на французском языке говорит примерно 14 миллионов человек, или 3,89 % франкоязычного населения мира.

#### США
См.: Французский язык в США (штат Луизиана, штаты Новой Англии).

#### Канада
См.: Французский язык в Канаде
Является официальным языком провинции Квебек и одним из двух официальных языков всей Канады и провинции Нью-Брансуик. В Квебеке закон о французском языке требует, чтобы в государственных школах обучение всех детей, кроме детей англоязычных канадских граждан, велось на французском.

### Латинская Америка иКарибский бассейн
По состоянию на 2025 год в странах Латинской Америки и Карибского бассейна на французском языке говорит примерно 6 миллионов человек, или 1,74 % франкоязычного населения мира.
| - Гваделупа - Мартиника - Французская Гвиана | - Гаити - Сен-Бартелеми - Сен-Мартен |

### Азия
По состоянию на 2025 год в Азии на французском языке говорит примерно 6 миллионов человек, или 1,58 % франкоязычного населения мира.

#### Ближний Восток
В первой половине XX века французский язык использовался в Сирии (особенно на западе и юго-западе страны) и Ливане, но позже был вытеснен арабским и английским. В настоящее время сохраняет некоторые позиции в Ливане (в основном среди христианского населения).

#### Южная Азия
- Пондичерри (Индия)

#### Юго-восточная Азия
См.: Французский язык в Камбодже, Французский язык во Вьетнаме.
- Лаос;
- Камбоджа;
- Вьетнам.

### СтраныОкеании
По состоянию на 2024 год в странах Океании на французском языке говорит примерно 658 тыс. человек, или 0,19 % франкоязычного населения мира.
- Острова Французской Полинезии: Маркизские, Туамоту, архипелаг Общества, архипелаг Тубуаи, острова Гамбье.
- Новая Каледония
- Уоллис и Футуна
- Вануату

### Международное значение
См.: Галломания.
Как средство международного общения французский язык был особенно распространён в Европе от Португалии до России в XVII — первой половине XIX века. Это был язык культуры и образования, на котором разговаривал учёный мир и аристократия.
Французский долгое время был языком дипломатии. Французский заменил латынь в дипломатии; первым международным договором, который был полностью изложен на французском, был Раштаттский мир (1714). Переговоры на Венском конгрессе происходили на французском, Меттерних сам считал французский лучшим lingua franca для дипломатии. Французский как язык дипломатии начал терять значение, начиная с переговоров о Версальском договоре (хотя и там в случае расхождений преимущественную силу имел бы французский текст).
На сегодняшний день отчётливо наблюдается снижение частоты использования французского языка в международных организациях. Хотя французский язык сохраняет положительное мнение о себе в мире, используется он всё меньше и меньше. В ООН Агентство Франкофонии имеет статус наблюдателя с 1995 года. Тем не менее английский язык занимает преимущественное место в качестве рабочего языка, хотя из 185 стран-членов ООН 56 — участники Франкофонии, и большая часть из них просит секретариат ООН вести общение с ними на французском языке. Малое использование французского зависит во многом от условий набора служащих (знание французского не необходимое требование), преобладания англоязычного окружения и от бюджетных сокращений.
В ЕС французский язык — официальный. Будущее французского языка зависит от того, какое место он займёт в изменяющемся ЕС. Присоединение к ЕС Финляндии, Австрии, Швеции ещё более ослабило позиции французского, так как эти страны используют в качестве средства общения английский язык. Расширение ЕС приводит к невозможности соблюдать принцип Римского договора о том, что языки всех стран-членов — официальные языки ЕС.
Известный французский лингвист Р. Шодансон выдвинул радикальное предложение: сохранить три рабочих языка — английский, французский и немецкий. По мнению бывшего премьер-министра Франции Л. Жоспена, «внутри ЕС языковое многообразие — одна из важнейших задач. Именно от того, какое место займёт французский язык в Европе, зависит то, насколько он сохранит свою притягательную силу в мире. Ни один язык не может стать единственным языком общения в институтах ЕС. Именно поэтому Франция ведёт работу, направленную на усиление французского как рабочего языка».

## Фонетика
См.: Французская фонология.

### Слогоделение
Количество слогов равно количеству гласных речевых звуков. Слог открыт, если он оканчивается на гласный звук: lit [li]; и закрыт, если оканчивается на согласный: lire [liʁ][уточнить]. Правила слогоделения:7:
- Граница между гласным и согласным звуками (кроме односложных слов). Варианты начала слога:
  - Согласный звук, находящийся между гласными: attaquer [a-ta-ke].
  - Согласный [ʁ, l] с предыдущим согласным (кроме делимого rl): patrie [pa-tʁi], couplet, [ku-plɛ].
  - Полугласный [j, w, ɥ] с предыдущим согласным: le mariage [lə-ma-ʁjaʒ], moi [mwa], spirituel [spi-ri-tɥɛl].
- Граница между согласными звуками:
  - Двумя: parler [paʁ-le], marcher [maʁ-ʃe].
  - Тремя, из которых первый отходит к предыдущему слогу, а два остальных — к следующему: actrice [ak-tʁis].
  - Два одинаковых согласных звука на стыке двух слов произносятся раздельно: il lit [il-li].

Ударение в словах — всегда на последнем слоге. В речевом потоке слова объединяются в ритмические группы. В этом случае ударение падает только на последний слог последнего слова группы:34.

### Связывание слов
Существуют случаи образования общего слога между двумя соседними словами:
- Элизия — выпадение конечного гласного при встрече с гласным начальным. Непроизносимая буква заменяется апострофом>>: d’Artagnan [daʁ-ta-ɲɑ̃] вместо de Artagnan [də aʁtaɲɑ̃].
- Льезон — присоединение конечного непроизносимого согласного к начальному гласному с появлением нового звука: trois amis [tʁwɑ-za-mi] вместо [tʁwɑ ami]. Льезон соединяет слова только внутри ритмической группы.
- Enchaînement [ɑ̃ʃɛnmɑ̃] — присоединение конечного согласного к начальному гласному без появления нового звука: il est [i-le] вместо [il e]. К начальному гласному может присоединяться и конечный гласный: il a été [i-la-e-te] вместо [il ɑ ete], il a appris [i-la-a-pʁi][22]:190-191.

### Согласные
| Шумные      | p b | f v | t d | s z | k g | ʃ ʒ |
| Сонанты:203 | m j | n w | ɲ ɥ | l   | r   |     |

Большинство французских согласных звуков похоже на соответствующие согласные в русском языке. Конечные звонкие не оглушаются:18-19.

### Гласные
|              | Передние:195 | Передние:195 | Передние:195 | Передние:195 | Задние     | Задние |
| Неогубленные | Неогубленные | Огубленные   | Огубленные   | Огубленные   | Огубленные |        |
| чистые       | носов.       | чистые       | носов.       | чистые       | носов.     |        |
| Закрытые     | i e          |              | y ø          |              | u o        |        |
| Открытые     | ɛ a          | ɛ̃            | œ, ə         | œ̃            | ɔ ɑ        | ɔ̃ ɑ̃    |

Ударные и безударные гласные звуки произносятся одинаково отчётливо:6.
Историческая (по природе) долгота гласных [o], [ø], [ɑ], носовых [ɑ̃, ɛ̃, ɔ̃, œ̃] проявляется в закрытом ударном слоге: jaune [ʒoːn], feutre [føːtr], plante [plɑ̃ːt], centre [sɑ̃ːtr]:18. На историческую долготу часто указывают буквы с циркумфлексом>>: fête [fɛːt]:21.
Ритмическая долгота любых других гласных образуется в закрытом ударном слоге перед конечными [r, v, ʒ, z, vr]: dur [dyːr], veuve [vœːv], rouge [ruːʒ], grise [griːz], livre [liːvr]:18.

## Письменность
| Aa  | ɑ  |    | Nn      | ɛn |
| Bb  | be | Oo | o       |    |
| Cc  | se | Pp | pe      |    |
| Dd  | de | Qq | ky      |    |
| Ee  | ø  | Rr | ɛʁ      |    |
| Ff  | ɛf | Ss | ɛs      |    |
| Gg  | ʒe | Tt | te      |    |
| Hh  | aʃ | Uu | y       |    |
| I i | i  | Vv | ve      |    |
| J j | ʒi | Ww | dubləve |    |
| Kk  | kɑ | Xx | iks     |    |
| Ll  | ɛl | Yy | igʁɛk   |    |
| Mm  | ɛm | Zz | zɛd     |    |

См.: Французский алфавит, Изменения французской орфографии (1990).
Во французском алфавите 26 латинских букв, дополняемых диакритическими знаками и латинскими лигатурами Æ æ, Œ œ.
Буквы и буквосочетания, используемые в иностранных словах: k (в английских, греческих, арабских: kilo), w (wagon [vagɔ̃]), непроизносимая h придыхательная (в германских, тюркских, арабских), ch (chœur [kœʁ]), ph (в греческих: philologue [filɔlɔg]):20-21. Лигатуры встречаются в словах, заимствованных из латыни: nævus [nevys], cæcum [sekɔm], œsophage [ezɔfaʒ], Œdipe [edip].

### Буквы с диакритикой
Значки с буквами A, E, I, O, U, Y, C указывают на определённое произношение и для различения на письме одинаково звучащих слов (омофонов).
Замена букв с диакритикой на буквы без диакритики — орфографическая ошибка. Инициальные аббревиатуры пишутся без диакритики: CEE (Communauté Économique Européenne); графические сокращения её сохраняют: É.-U. (États-Unis).
| Знак                           | Буквы           | Описание |
| ------------------------------ | --------------- | --- |
| Акут accent aigu               | Éé              | [e] в открытом слоге: répétér [ʁe-pe-te]:212 |
| Гравис accent grave            | Èè Àà Ùù        | [ɛ] в закрытом слоге: mère [mɛʁ]. Для различения на письме: à — предлог, a — форма глагола avoir; là — наречие, la — артикль или местоимение, où — наречие, ou — союз… |
| Циркумфлекс accent circonflexe | Ââ Êê Ôô Î î Ûû | â — [ɑ], ê — [ɛ], ô — [o]. Циркумфлекс может указывать на долготу в закрытом ударном слоге>>. î, û — не изменяет произношение. Для различения на письме: dû — причастие, du — артикль…:26. С 1990 года допускается неупотребление циркумфлекса над i, u, кроме слов dû, mûr, sûr, jeûne, форм глагола croître, имён собственных и некоторых других случаев |
| Трема́ tréma                    | Ëë Ï ï Üü Ÿÿ    | Обозначает самостоятельно читаемую букву, исключая чтение диграфа: canoë [kanɔe], égoïste [egɔist]. Встречается редко, особенно ü, ÿ, представленные только в редких именах собственных (Aÿ, Freÿr, Ysaÿe), а также в ставшем нарицательным слове capharnaüm и в глаголе crapaüter (вариант написания crapahuter). С 1990 года вместо традиционного -guë с непроизносимым ë допускается написание -güe: ciguë, cigüe [sigy]; и вместо -geu- с непроизносимым e — -geü-: vergeure, vergeüre [vɛʁʒyʁ] |
| Седиль cédille                 | Çç              | Стоит только перед гласными a, o, u, означая звук [s]:213. Используется для сохранения орфографии морфемы во всех её формах: lancer — lançons, France — français |

### Апостроф
Знак апостро́фа заменяет выпадающие из произношения гласные буквы в конце слов, и соединяет со следующим словом, начинающимся с гласной буквы или немой h (явление элизии>>):213-214:
|       | В каких словах используется | Примеры |
| ----- | --- | --- |
| A     | la (артикль или приглагольное местоимение) | l’eau, je l’aime l’habitude (но с h придыхательной: la haie:25) |
| E [ə] | 1. le, je, me, te, se, ce, ne 2. de, jusque (предлоги) 3. que (союз) 4. lorsque, quoique, parce que, puisque (союзы) 5. presque, quelque (наречия) 6. entre- (приставка) | 1. je m’appelle, c’est loin, je n’ai pas 2. un roman d’Émile Zola, jusqu’ici 3. qu’il vienne 4. lorsqu’il arrive 5. только: presqu’île, quelqu’un (une) 6. entr’apercevoir, s’entr’aimer:10-11 |
| I     | si (союз, перед местоимением il, ils) | s’il vous plaît |

### Правила чтения
Орфография французского языка является в значительной степени этимологической, подобно английскому языку и отражает многие положения фонетики старофранцузского языка X—XIV вв. (в котором были дифтонги, трифтонги, аффрикаты, произносимые флексии), тогда как современная фонетика сильно ушла вперёд. По этой причине существует большое количество правил чтения и исключений из них. Наряду с английской орфографией, орфография французского языка является одной из самых сложных для изучения среди европейских языков. Чтение письменного текста по сравнению с английским языком опирается на более последовательные и однозначные правила, но в то же время правильное написание сложных слов нужно заучивать наизусть, как и в английском языке. В этих случаях в учебниках и словарях могут даваться транскрипции.
Непроизносимые буквы:25:211-212:
- Конечные согласные p, b, t, d, s, z, x: bras [bʁɑ], camp [kɑ̃], nid [ni].
- r в окончаниях -ier, -er (инфинитив глаголов I группы и другие слова): ouvrier [uvʁije], boulanger [bulɑ̃ʒe], arriver [aʁive]. Кроме односложных слов: hier [jɛʁ], cher [ʃɛʁ]; и некоторых многосложных: hiver [i-vɛʁ].
- e конечная: fable [fɑbl], joie [ʒwa]. Кроме односложных служебных слов: le, de, se… [lə], [də], [sə].
e после или перед гласной: je saluerai [ʒə salyʁe], asseoir [aswaʁ].
- h немая: l’homme [lɔm], cahier [kaje].
h придыхательная (не участвует в элизии и льезоне). В фонетической транскрипции отмечается апострофом: la haie [la ’ɛ].

Двойные согласные буквы произносятся как один звук: pomme [pɔm], addition [adisjɔ̃]:19.
В таблицах ниже приведены только основные правила:3-5:
| Звук                           | Буквы                                                 | Примеры                           |
| ------------------------------ | ----------------------------------------------------- | --------------------------------- |
| p                              | p                                                     | pour [puʁ]                        |
| b                              | b                                                     | beau [bo]                         |
| t                              | t                                                     | tout [tu]                         |
| d                              | d                                                     | dans [dɑ̃]                         |
| k                              | c (кроме перед: e, i, y), qu, k, q, ch                | coq [kɔk], quel [kɛl]             |
| g                              | g (кроме перед: e, i, y), gu (перед: e, i, y)         | gare [gar], guide [gid]           |
| f                              | f, ph                                                 | femme [fam], phare, [faʁ]         |
| v                              | v                                                     | vous [vu]                         |
| s                              | s, ss, c (перед: e, i, y), ç, sc, t (перед: i+гласн.) | sac [sak], patience [pasjɑ̃s]      |
| z                              | z, s (между гласн.)                                   | zone [zon], maison [mɛzɔ̃]         |
| ks                             | x, cc (перед: e, i)                                   | extra [ɛkstʁa], accent [aksɑ̃]     |
| gz                             | x                                                     | examen [ɛgzamɛ̃]                   |
| ʃ                              | ch                                                    | chose [ʃoz]                       |
| ʒ                              | j, g (перед: e, i, y), ge (перед: a, o, u)            | jour [ʒuʁ], georgette [ʒɔʁʒɛt]    |
| l                              | l                                                     | les [le]                          |
| r                              | r                                                     | roue [ʁu]                         |
| m                              | m                                                     | même [mɛm]                        |
| n                              | n                                                     | non [nɔ̃]                          |
| ɲ                              | gn                                                    | ligne [liɲ]                       |
| Согласные в иностранных словах |                                                       |                                   |
| ŋ                              | ng (англ.:49)                                         | parking [parkiŋ], meeting [mitiŋ] |
| dʒ                             | j (англ.:45)                                          | jazz [dʒaz], jean [dʒin]          |
| tʃ                             | tch (англ., исп.:39)                                  | Tchad [tʃad]                      |

| Звук            | Буквы                         | Примеры                                                         |
| --------------- | ----------------------------- | --------------------------------------------------------------- |
| a               | a, à                          | la [la]                                                         |
| ɑ               | a, â                          | pas [pɑ], pâte [pɑt]                                            |
| e               | e, é                          | les [le], et [e], été [ete]                                     |
| ɛ               | e, è, ê, ei, ai, aî           | elle [ɛl], frère [fʁɛʁ], mais [mɛ]                              |
| i               | i, î, ï, y                    | il [il]                                                         |
| o               | o, ô, au, eau                 | mot [mo], faute [fot]                                           |
| ɔ               | o                             | sort [sɔr]                                                      |
| y               | u, û, ü                       | tu [ty]                                                         |
| ø               | eu, œu, eû                    | jeûne [ʒøn], œufs [ø], feu [fø]                                 |
| œ               | eu, œu, œ                     | jeune [ʒœn], œuf [œf], œil [œj]                                 |
| ə               | e                             | le [lə], regarder [ʁəgaʁde]                                     |
| u               | ou, oû                        | nous [nu]                                                       |
| Носовые         |                               |                                                                 |
| ɑ̃               | an, am, en, em                | sans [sɑ̃], présent [pʁezɑ̃]                                      |
| ɛ̃               | in, im, ain, aim, en, ein     | saint [sɛ̃]                                                      |
| ɔ̃               | on, om                        | bon [bɔ̃]                                                        |
| œ̃               | un, um                        | brun [brœ̃]                                                      |
| Полугласные     |                               |                                                                 |
| j               | il, ille, y, i (перед гласн.) | rail [ʁɑj], taille [tɑj], fille [fij], payer [peje], pied [pje] |
| w (+a, i, ɛ, ɛ̃) | oi, ou, w, wh, oin            | moi [mwa], oui [wi], ouest [wɛst], oindre [wɛ̃dʁ]                |
| ɥ (+гласн.)     | u                             | lui [lɥi]                                                       |

## Грамматика
Разговорной форме французского языка свойственен аналитизм, когда грамматические категории выражаются в основном служебными словами (артиклями, предлогами, приглагольными местоимениями) и порядком слов. Письменная форма флективно-аналитическая с элементами агглютинации. Флексия у глаголов определяет формы единственного числа в презенсе и имперфекте индикатива. Агглютинативно обозначаются признаки женского рода (окончание -e) и множественного числа (окончание -s) существительных и прилагательных.

### Имя существительное
Существительное имеет грамматические категории рода и числа, которые отчасти выражены морфологически (изменением существительного), но главным образом синтаксически:24 — при помощи артиклей и местоименных прилагательных (детерминативов). Во французском языке два грамматических рода — мужской и женский.
Артикль — служебное слово, используемое только вместе с существительным для обозначения его грамматических значений и категорий:69:
- Род: un ami — une amie (друг — подруга).
- Число: une mer — des mers (море — моря).
- Определённость-неопределённость (известность или неизвестность): Le train est arrivé — Поезд пришёл (которого ждали) // Un train est arrivé — Пришёл поезд (какой-то)[33]:72.
- Обобщённость или единичность: L’homme peut transformer la nature — Человек (человечество) может преобразовать природу // Un homme peut transformer la nature — Человек (любой отдельно взятый) может преобразовать природу.
В выражении одного понятия как части другого: La baleine est un mammifère — Кит это млекопитающее (одно из млекопитающих).
- Исчисляемость и неисчисляемость: Pour faire un gâteau il faut de la farine, du beurre, du sucre, des œufs, des pommes — Чтобы приготовить сладкий пирог нужна мука, масло, сахар, яйца, яблоки.

| Вид артикля:48-52                    | Муж. род, ед. ч.         | Жен. род, ед. ч. | Множ. ч.                     |
| ------------------------------------ | ------------------------ | ---------------- | ---------------------------- |
| Неопределённый                       | un                       | une              | des                          |
| Определённый                         | le (l’)                  | la (l’)          | les                          |
| Частичный (предлог de + опр. арт.)   | du (de l’)               | de la (de l’)    | —                            |
| Слитный (предлоги de, à + опр. арт.) | du (de + le) au (à + le) | —                | des (de + les) aux (à + les) |

Есть множество случаев неупотребления артикля. Например, при наличии местоименного прилагательного или количественного числительного. В тех случаях, когда слово используется вне контекста: это могут быть заголовки словарных статей и рекламных объявлений, магазинные вывески, товарные ярлыки, адреса, названия книг:89-91.
На род существительного может указывать его суффикс:35-41 и значение. Женский род некоторых существительных, обозначающих людей и животных, образуется прибавлением немого (непроизносимого) окончания -e к существительному мужского рода: un ami — une amie [œ̃-na-mi] — [y-na-mi]:39 (друг — подруга), un ours — une ourse [œ̃-nuʀs] — [y-nuʀs] (медведь — медведица). Множественное число, в общем случае, образуется прибавлением немого окончания -s: un enfant — des enfants [œ̃-nɑ̃-fɑ̃] — [de-zɑ̃-fɑ̃] (ребёнок — дети):10-15. В данных примерах, в разговорной речи, на род и число существительного указывает только его артикль.

### Имя прилагательное
Прилагательные (не все:39) согласуются с существительными в роде и числе: un chapeau vert — une robe verte (зелёная шляпа — зелёное платье), un livre intéressant — des livres intéressants (интересная книга — интересные книги). Прилагательное в качестве определения как правило располагается после определяемого существительного. Прилагательное как именная часть сказуемого обычно стоит после глагола-связки: ses parents sont heureux (его родители (есть) счастливы):40, 46. Перед существительным как правило стоят некоторые односложные и двусложные прилагательные: grand, petit, bon, mauvais, jeune, vieux… (большой, маленький, хороший, плохой, молодой, старый…). Некоторые прилагательные изменяют своё значение, в зависимости от позиции: un homme grand — un grand homme (высокий человек — великий человек), un cahier propre — mon propre cahier (чистая тетрадь — моя собственная тетрадь).
Местоименное прилагательное употребляется только вместе с существительным (в отличие от местоимения, которое заменяет существительное): «Ce tableau est joli. Quel tableau est joli? — Celui-ci // Эта картина красивая (указательное местоименное прилагательное). Какая картина красивая? (вопросительное местоименное прилагательное) — Эта (указательное местоимение)». Виды местоименных прилагательных: указательные, притяжательные, вопросительные, неопределённые:32-39.

### Местоимение
| Приглагольные | Приглагольные | Приглагольные     | Приглагольные     | Приглагольные        | Приглагольные        | Самостоятельные           | Самостоятельные           |
| Подлежащее    | Подлежащее    | Прямое дополнение | Прямое дополнение | Косвенное дополнение | Косвенное дополнение | Подлежащее или дополнение | Подлежащее или дополнение |
| je            | я             | me                | меня              | me                   | мне                  | moi                       | я                         |
| tu            | ты            | te                | тебя              | te                   | тебе                 | toi                       | ты                        |
| il            | он            | le                | его               | lui                  | ему                  | lui                       | он                        |
| elle          | она           | la                | её                | lui                  | ей                   | elle                      | она                       |
| nous          | мы            | nous              | нас               | nous                 | нам                  | nous                      | мы                        |
| vous          | вы            | vous              | вас               | vous                 | вам                  | vous                      | вы                        |
| ils           | они           | les               | их                | leur                 | им                   | eux                       | они                       |
| elles         | они           | les               | их                | leur                 | им                   | elles                     | они                       |

Местоимение заменяет собой имена лиц, предметов, и целые высказывания. В предложении местоимение выполняет роль существительного. Виды местоимений:54-87:
1. Личные (pronoms personnels):
  - Приглагольные. Личная форма глагола всегда употребляется с местоимением, кроме формы повелительного наклонения переходных и непереходных глаголов[32]:144-145. Местоимение il может употребляться с безличным глаголом или глагольным оборотом: il pleut (идёт дождь), il faut… (нужно), il est…, il y a… (имеется)[35]:165-166.
  - Самостоятельные: Je chante. Qui chante? — Moi // Я пою (приглагольное местоимение). Кто поёт? — Я (самостоятельное).
  - Возвратные для 3-го лица: приглагольное se: il se lave (он моется) и самостоятельное soi: il faut croire en soi (нужно верить в себя). Приглагольные местоимения в роли прямого дополнения me, te, nous, vous имеют возвратное значение, если они выражают то же лицо, что и подлежащее[22]:54: je m’appelle… (меня зовут…), nous nous achetons des livres (мы покупаем себе книги).
  - Местоимения-наречия: en, y.
2. Указательные (p. démonstratifs): / ce, это / celui, этот, тот / celle, эта, та….
3. Притяжательные (p. possessifs): / le mien, мой / la mienne, моя / les miens, мои (муж. р.) / les miennes, мои (жен. р.)….
4. Относительные (p. relatifs): / qui, который, которая, которое / que, которого, которую / quoi, что….
5. Вопросительные (p. interrogatifs): / к подлежащему: qui? qui est-ce qui? кто? / qu' est-ce qui? что?…[21]:113.
6. Неопределённые (p. indéfinis): / quelque chose, что-то / quelqu’un, кто-то / on, personne, никто / rien, ничто / tout, всё….

### Имя числительное
Количественные — отвечают на вопрос «сколько?». Не изменяются в роде и числе, кроме: un 1 (м. р.) — une (ж. р.), vingt 20, cent 100 (ед. ч.) — vingts, cents (мн. ч.). Делятся на простые (состоят из одного слова): единицы 0—16, десятки 10—60, 100, 1000; и сложные (состоят из двух и более слов): единицы 17—19, десятки 70—90 и все другие числа:48-54.
| 0 zéro   | 10 dix      | 20 vingt       | 30 trente       | 100 cent                  | 1000 mille (mil)                       |
| 1 un     | 11 onze     | 21 vingt et un | 31 trente et un | 101 cent un               | 1001 mille un                          |
| 2 deux   | 12 douze    | 22 vingt-deux  | 32 trente-deux  | 102 cent deux             | 1900 mille neuf cents                  |
| 3 trois  | 13 treize   | 23 vingt-trois | 33 trente-trois | 103 cent trois            | 1988 mille neuf cent quatre-vingt-huit |
| 4 quatre | 14 quatorze |                |                 |                           | 2000 deux mille                        |
| 5 cinq   | 15 quinze   |                | 40 quarante     | 200 deux cents            | 2020 deux mille vingt                  |
| 6 six    | 16 seize    |                | 50 cinquante    | 201 deux cent un          |                                        |
| 7 sept   | 17 dix-sept |                | 60 soixante     | 202 deux cent deux        | 1 000 000 un million                   |
| 8 huit   | 18 dix-huit |                |                 | 221 deux cent vingt et un | 1 000 000 000 un milliard              |
| 9 neuf   | 19 dix-neuf |                |                 | 222 deux cent vingt-deux  |                                        |

Числительные от 70 до 99 имеют особенности составления:
| 70 soixante-dix     | 71 soixante et onze  | 72 soixante-douze…     | 79 soixante-dix-neuf     |
| 80 quatre-vingts    | 81 quatre-vingt-un   | 82 quatre-vingt-deux…  | 89 quatre-vingt-neuf     |
| 90 quatre-vingt-dix | 91 quatre-vingt-onze | 92 quatre-vingt-douze… | 99 quatre-vingt-dix-neuf |

Названия десятков 80 и 90 основаны на двадцатеричной системе счисления, десятка 70 — на шестидесятеричной. На востоке и юго-востоке Франции, в Бельгии и Швейцарии встречаются другие их названия: 70 septante, 80 huitante / octante, 90 nonante.
Количественные числительные могут субстантивироваться (становиться именами существительными):
- При добавлении к ним артикля: deux — un deux (два — двойка), quatre — un quatre (четыре — четвёрка). Такие числительные всегда мужского рода и по числам не изменяются.
- При добавлении артикля и суффикса -aine. Так образуются собирательные числительные[35]:57 женского рода, обозначающие приблизительное количество: huit — une huitaine (8 — примерно 8, неделя), dix — une dizaine (10 — десяток, примерно 10), douze — une douzaine (12 — дюжина, примерно 12), quinze — une quinzaine (15 — примерно 15, две недели).

Дробные числительные образуются при помощи количественных числительных в числителе и порядковых числительных в знаменателе начиная с числа «5»: un cinquième (1/5), deux sixièmes (2/6). Но: un demi или une moitié:59 (1/2, половина), un tiers (1/3, треть), un quart (1/4, четверть). Десятичные дроби произносятся со словом virgule (запятая): 4,2 — quatre, virgule, deux.
Порядковые — отвечают на вопрос «какой?», «который?». Образуются прибавлением суффикса -ième к соответствующим количественным числительным (кроме premier, première / первый, первая): deux — deuxième (2 — второй), trois — troisième (3 — третий), dix-sept — dix-septième (17 — семнадцатый), vingt et un — vingt et unième (21 — двадцать первый).
Современная грамматика относит порядковые числительные к категории имён прилагательных.

### Глагол
Глаголу присущи грамматические категории лица, числа, наклонения и времени. Залог выражается только переходными глаголами. Есть и неличные формы глагола: инфинитив, причастие, деепричастие:89.
Группы спряжений
По типам спряжения глаголы делятся на три группы:90:
I — глаголы, оканчивающиеся в инфинитиве на -er (кроме aller и envoyer). Наиболее многочисленная группа, насчитывающая около 4 тыс. глаголов.
II — глаголы, оканчивающиеся в инфинитиве на -ir и имеющие суффикс -iss- во множественном числе в Indicatif Présent и во всех его производных формах. Таких глаголов порядка 300.
III — все остальные глаголы (около 100) с окончаниями инфинитива -re, -oir, -ir (без суффикса -iss-), и глаголы aller и envoyer. Это мёртвый, архаичный тип спряжения, глаголы которого постепенно выходят из употребления, а новые не образуются.

#### Система времён
Во французском языке 8 времён глагола в изъявительном наклонении, из которых одно настоящее, пять прошедших и два будущих. Кроме этого, есть 2 времени в сослагательном наклонении и 4 в субъективном, из которых одно настоящее и три прошедших. Все времена можно поделить на:
- Абсолютные времена — отражают время какого-либо события по отношению к моменту речи. К абсолютным временам изъявительного наклонения относятся: Présent, Passé simple, Passé composé, Futur simple.
- Вспомогательные времена — отражают время какого-либо события по отношению к прошедшему или будущему. К ним относятся: Imparfait, Plus-que-parfait, Passé antérieur, Futur antérieur, Futur dans le passé[32]:220.

#### Образование времён
- Простые времена (temps simples) образуются спряжением основного глагола. (Présent, imparfait, passé simple, futur simple)
- Сложные времена (temps composés): они называются так, потому что образуются с помощью вспомогательного глагола avoir или être + Participe passé (причастие прошедшего времени) основного глагола. (Passé composé, plus-que-parfait, passé antérieur, futur antérieur)

Также, помимо этих двух групп, выделяют ещё две:
- Непосредственные времена — эти времена не входят ни в одну из вышеперечисленных групп. В эту группу входит только три спряжения Futur proche, passé récent и présent immédiatement
- Сверхсложные времена (temps surcomposés) — сейчас эта группа спряжений не используется во французском языке. Особенность глаголов в surcomposé — это то, что присутствует два вспомогательных глагола. Эти спряжения относятся к сложным временам, только к ним добавляется «surcomposé» (Passé surcomposé, plus-que-parfait surcomposé, passé antérieur surcomposé, futur antérieur surcomposé …)

|                         | Настоящее время                                      | Прошедшее время                                                                    | Будущее время                             |
| ----------------------- | ---------------------------------------------------- | ---------------------------------------------------------------------------------- | ----------------------------------------- |
| Indicatif               | Présent                                              | Imparfait Passé simple Passé composé Plus-que-parfait Passé antérieur Passé récent | Futur simple Futur proche Futur antérieur |
| Subjonctif              | Présent                                              | Imparfait Passé Plus-que-parfait                                                   | —                                         |
| Conditionnel            | Présent                                              | Passé 1re forme Passé 2e forme                                                     | —                                         |
| Impératif               | Présent                                              | Passé                                                                              | —                                         |
| Infinitif               | Présent                                              | Passé                                                                              | —                                         |
| Participe               | Présent                                              | Passé                                                                              | —                                         |
| Gérondif (деепричастие) | Présent (по форме совпадает с Participe Présent:193) | passé                                                                              | —                                         |

#### Пассивная форма
Пассивная форма глагола (в русском языке её ещё часто называют страдательная форма глагола)
Образуется с помощью глагола Être + Participe passé.
В современном французском иногда пассивный залог можно услышать через фразу «se faire»

### Предложение
Порядок слов фиксированный. В повествовательном предложении типичный порядок прямой (подлежащее → сказуемое → дополнение, SVO). Прямое дополнение предшествует косвенному: je donne le livre à mon frère (я даю книгу брату). Если дополнение выражено местоимением, используется порядок SOV: je vous connais (я вас знаю).
Общевопросительные предложения образуются в разговорной речи при помощи интонации: il vient? (он идёт сюда?); стандартно при помощи частицы est-ce que (так ли, что): est-ce qu’il vient?; при помощи обратного порядка слов (инверсии), использующегося в литературе: vient-il?.
Приглагольное отрицание двойное: je ne suis pas jeune (я не (есть) молодой). В современном разговорном языке частица ne часто опускается.